# ليو يانغ
ليو يانغ (بالصينية: 刘洋) مواليد 6 أكتوبر 1978 في تشنغتشو، هنان، الصين،هي طيارة ورائدة فضاء وهي أول صينية تصبح رائدة فضاء. شغلت منصب عضو طاقم على سفينة الفضاء شنتشو 9. وفي 16 يونيو 2012، أصبحت ليو أول امرأة صينية تزور الفضاء.

## حياتها
ولدت ليو في مدينة تشنغتشو، وخنان في عام 1978،  تنتمي لعائلة من ينتشو، انيانغ. تخرجت من كلية الطيران سلاح الجو في الجيش الشعبي لتحرير تشانغتشون.
انضمت ليو لسلاح الجو جيش التحرير الشعبي الصيني في عام 1997 وتخرجت كطيار قبل أن تصبح نائب رئيس وحدة الطيران، برتبة رائد PLAAF. وهي رائدة مخضرمة مع 1،680 ساعة طيران الخبرة. بعد عامين من تدريب رواد الفضاء، تفوقت ليو في اختبار قبل اختيار امرأة أخرى معها، وانغ يا بينغ، كمرشحة للسفر للفضاء.
وقد تم اختيار ليو لطاقم شنتشو 9، أول بعثة مأهولة إلى محطة الفضاء الصينية تيانجونج 1، و مرة أخرى، مع جينغ هاي بنغ، قامت ليو بالسفر للفضاء. هكذاأصبحت ليو أول رائدة فضاء صينية تذهب للفضاء. تم إطلاق السفينة الفضائية في 16 حزيران 2012، 49 عامًا بعد سفر فالنتينا تيريشكوفا، أول امرأة تزور الفضاء. وخلال هذه الرحلة قامت ليو بإجراء بعض تجارب الطب الفضائي.

## حياتها الشخصية
تعد ليو عضوة في الحزب الشيوعي الصيني. متزوجة وليس لديها أشقاء ولا أطفال.
ذكرت  وكالة أنباء شينخوا نقلًا عن مسؤول رحلات الفضاء السابق أن الزواج كان شرطًالقبول رواد الفضاء الصينيين الإناث ؛ حيث أن «النساء المتزوجات سيكونن أكثر نضجا بدنيا ونفسيا». ومع ذلك، فإن مدير مركز رواد الفضاء الصيني نفى هذا الشرط رسميا، مشيرا إلى أن هذا الأمر اختياري ولا توجد قيود صارمة.
وقد وصفت يانغ بالبلاغة في الحديث، و التعطش للقراءة وأيضًا بحبها للطهي.

## وصلات خارجية
- Spacefacts biography of Liu Yang
- The History of Liu Yang and her Family [simplified Chinese]